# Twierdzenie Bretschneidera

Czworokąt ABCD

Twierdzenie Bretschneidera – twierdzenie geometryczne pozwalające obliczyć pole powierzchni dowolnego czworokąta znając jedynie długości jego boków oraz miary jego kątów. Zostało ono udowodnione niezależnie w 1842 roku przez Carla Bretschneidera   oraz przez F. Strehlkego  .

## Wypowiedź twierdzenia
Niech dany będzie dowolny czworokąt ABCD o bokach długości {\displaystyle a,} {\displaystyle b,} {\displaystyle c} i {\displaystyle d,} oraz kątach (kolejno) {\displaystyle \alpha ,} {\displaystyle \beta ,} {\displaystyle \gamma } i {\displaystyle \delta .} Oznaczmy połowę jego obwodu przez
{\displaystyle s={\frac {a+b+c+d}{2}}.}
Wtedy pole tego czworokąta wyraża się przez
{\displaystyle S={\sqrt {(s-a)(s-b)(s-c)(s-d)-abcd\cos ^{2}{\frac {\alpha +\gamma }{2}}}}.}

## Dowód twierdzenia

Przypadek, gdy czworokąt ABCD nie jest wypukły.

Na początek zauważmy, że w twierdzeniu nie jest istotne, którą parę przeciwległych kątów – {\displaystyle \alpha } i {\displaystyle \gamma ,} czy {\displaystyle \beta } i {\displaystyle \delta } – wybierzemy. Zachodzi bowiem
|  |  | {\displaystyle {\begin{aligned}\cos ^{2}{\frac {\beta +\delta }{2}}&=\cos ^{2}{\frac {2\pi -(\alpha +\gamma )}{2}}\\&=\cos ^{2}\left(\pi -{\frac {\alpha +\gamma }{2}}\right)\\&=\left(-\cos {\frac {\alpha +\gamma }{2}}\right)^{2}\\&=\cos ^{2}{\frac {\alpha +\gamma }{2}}.\end{aligned}}} |

Oznaczmy pole czworokąta symbolem {\displaystyle S.} Wtedy
|  |  | {\displaystyle {\begin{aligned}S&=S_{\triangle ADB}+S_{\triangle BDC}\\&={\frac {1}{2}}ad\sin \alpha +{\frac {1}{2}}bc\sin \gamma .\end{aligned}}} |  | (1) |

Zauważmy, że wzór ten działa zarówno, gdy czworokąt ABCD jest wypukły, jak i gdy jest wklęsły: przypuśćmy, że kąt {\displaystyle \gamma } ma miarę większą od kąta półpełnego. Wtedy wzór (1) przyjmuje postać
{\displaystyle S=S_{\triangle ADB}-S_{\triangle BDC}.}
Ale pole trójkąta BDC to
{\displaystyle S_{\triangle BDC}={\frac {1}{2}}bc\sin {(2\pi -\gamma )}={\frac {1}{2}}bc\sin(-\gamma )=-{\frac {1}{2}}bc\sin \gamma ,}
co ostatecznie daje ponownie wzór (1).
Przemnażając wzór (1) przez 2 i podnosząc obustronnie do kwadratu, otrzymujemy
|  |  | {\displaystyle 4S^{2}=(ad)^{2}\sin ^{2}\alpha +(bc)^{2}\sin ^{2}\gamma +2abcd\sin \alpha \sin \gamma .} |  | (2) |

Z twierdzenia cosinusów zastosowanego do trójkątów ABD i BCD otrzymujemy
{\displaystyle {\begin{aligned}|BD|^{2}&=b^{2}+c^{2}-2bc\cos \gamma \\|BD|^{2}&=a^{2}+d^{2}-2ad\cos \alpha .\end{aligned}}}
Łącząc powyższe równości otrzymujemy
{\displaystyle a^{2}+d^{2}-b^{2}-c^{2}=2ad\cos \alpha -2bc\cos \gamma .}
Podnosząc równość do kwadratu i dzieląc przez 4, otrzymujemy:
|  |  | {\displaystyle {\frac {1}{4}}(a^{2}+d^{2}-b^{2}-c^{2})^{2}=(ad)^{2}\cos ^{2}\alpha +(bc)^{2}\cos ^{2}\gamma -2abcd\cos \alpha \cos \gamma .} |  | (3) |

Dodając stronami równania (2) i (3) oraz korzystając z tożsamości trygonometrycznych (jedynki trygonometrycznej, cosinusa sumy kątów oraz cosinusa podwojonego kąta), otrzymujemy kolejno:
{\displaystyle {\begin{aligned}4S^{2}+{\frac {1}{4}}(a^{2}+d^{2}-b^{2}-c^{2})^{2}&=(ad)^{2}\cos ^{2}\alpha +(bc)^{2}\cos ^{2}-2abcd\cos \alpha \cos \gamma +(ad)^{2}\sin ^{2}\alpha +(bc)^{2}\sin ^{2}+2abcd\sin \alpha \sin \gamma \\&=(ad)^{2}+(bc)^{2}-2abcd(\cos \alpha \cos \gamma -\sin \alpha \sin \gamma )\\&=(ad)^{2}+(bc)^{2}-2abcd\cos(\alpha +\gamma )\\&=(ad)^{2}+(bc)^{2}-2abcd\cos \left(2\cdot {\frac {\alpha +\gamma }{2}}\right)\\&=(ad)^{2}+(bc)^{2}-2abcd\left(2\cos ^{2}\left({\frac {\alpha +\gamma }{2}}\right)-1\right)\\&=(ad+bc)^{2}-4abcd\cos ^{2}\left({\frac {\alpha +\gamma }{2}}\right).\end{aligned}}}
Przemnażając obie strony przez 4 i przenosząc jeden ze składników sumy na drugą stronę, równość przyjmuje postać
{\displaystyle 16S^{2}=4(ad+bc)^{2}-(a^{2}+d^{2}-b^{2}-c^{2})^{2}-16abcd\cos ^{2}\left({\frac {\alpha +\gamma }{2}}\right).}
Zapisując wyrażenie
{\displaystyle 4(ad+bc)^{2}-(a^{2}+d^{2}-b^{2}-c^{2})^{2}}
jako
{\displaystyle (2ad+2bc)^{2}-(a^{2}+d^{2}-b^{2}-c^{2})^{2}}
oraz korzystając z wzorów skróconego mnożenia, otrzymujemy
{\displaystyle {\begin{aligned}(2ad+2bc)^{2}-(a^{2}+d^{2}-b^{2}-c^{2})^{2}&=(2ad+2bc+a^{2}+d^{2}-b^{2}-c^{2})(2ad+2bc-a^{2}-d^{2}+b^{2}+c^{2})\\&=((a+d)^{2}-(b-c)^{2})((b+c)^{2}-(a-d)^{2})\\&=(-a+b+c+d)(a-b+c+d)(a+b-c+d)(a+b+c-d).\end{aligned}}}
Wprowadzając połowę obwodu {\displaystyle s}
{\displaystyle s={\frac {a+b+c+d}{2}},}
otrzymujemy równość
{\displaystyle 16S^{2}=16(s-a)(s-b)(s-c)(s-d)-16abcd\cos ^{2}{\frac {\alpha +\gamma }{2}}}
z której, po podzieleniu przez 16 i obustronnym spierwiastkowaniu otrzymujemy wzór Bretschneidera.

## Podobne twierdzenia
Twierdzenie Bretschneidera to uogólnienie wzoru Brahmagupty, będącego z kolei uogólnieniem wzoru Herona. Jeśli czworokąt dany jest wpisany w koło, to przeciwległe kąty sumują się do kąta półpełnego i wtedy
{\displaystyle S={\sqrt {(s-a)(s-b)(s-c)(s-d)-abcd\cos ^{2}{\frac {\pi }{2}}}}={\sqrt {(s-a)(s-b)(s-c)(s-d)}}.}